# 丁冠皓
丁冠皓（2000年10月23日—）為臺灣男子籃球運動員，場上主打前锋位置，現效力於台灣職業籃球大聯盟桃園台啤永豐雲豹。

## 生平
丁冠皓就讀江翠國小六年時曾打全國少年籃球錦標賽收下第六名，之後被方永璽延攬進入國中籃球聯賽乙組仁愛國中，高中在方永璽向林正明力薦下進入能仁家商就讀，高二時因為鼻樑斷裂移位並決定延後動刀而戴起面具，2018年入選U18亞青男籃賽中華臺北代表隊，高三時球隊以17戰全勝奪下107學年度高中籃球聯賽冠軍，高中畢業後選擇加入健行科技大學，2022年7月代表中華臺北征戰三對三亞洲盃籃球賽。2022年夏天入選中華培訓隊參加BE HEROES籃球經典賽與跨聯盟籃球邀請賽。2023年7月11日，丁冠皓在P. LEAGUE+新人選秀會第一輪第三順位獲得福爾摩沙台新夢想家青睞。7月26日，夢想家宣布與丁冠皓完成簽約。2024年7月8日，丁冠皓被福爾摩沙夢想家交易至台啤永豐雲豹，換取現金。2025年7月4日，桃園台啤永豐雲豹宣布與丁冠皓完成續約。

## 外部連結
- 丁冠皓的Instagram帳戶
- 丁冠皓在fiba.basketball（英语）
- 丁冠皓在fiba3x3.com（英语）
- 丁冠皓在P. LEAGUE+官網
- 丁冠皓在台灣職業籃球大聯盟官網
- 丁冠皓在Eurobasket.com（球員）（英语）
- 丁冠皓在RealGM（英语）
- 丁冠皓在Flashscore（英语）